# Cao Xi
En aquest nom xinès, el cognom és Cao.
Cao Xi (mort el 249 EC) va ser un oficial administratiu que va servir a l'estat de Cao Wei durant el període dels Tres Regnes de la història xinesa. Ell era el segon fill de Cao Zhen i el germà menor de Cao Shuang.
Cao Xi era part del clan de Cao Shuang. Coneixent les intencions de Sima Yi d'usurpar el poder, Cao Xi va eliminar el clan per advertir al seu arrogant germà gran d'estar més alerta, però Cao Shuang li va fer cas omís. Després del reeixit colp d'estat de Sima Yi, Cao Xi fou executat, juntament amb la resta del clan de Cao Shuang per traïció.